# Роэ-Вольчано
Роэ-Вольчано (итал. Roè Volciano) — коммуна в Италии, располагается в провинции Брешиа области Ломбардия.
Население составляет 4177 человек (2008 г.), плотность населения составляет 835 чел./км². Занимает площадь 5 км². Почтовый индекс — 25077. Телефонный код — 0365.
Покровителями коммуны почитаются святые апостолы Пётр и Павел, празднование 29 июня.

## Демография
Динамика населения:

## Персоналии
- Чибрарио, Джованни Антонио Луиджи (1802—1870) — итальянский политический и государственный деятель.

## Администрация коммуны
- Официальный сайт: http://www.comune.roevolciano.bs.it/